# Player (serie de televisión)
Player (Hangul: 플레이어; RR: Peulleieo), es una serie de televisión surcoreana transmitida del 29 de septiembre de 2018 hasta el 11 de noviembre de 2018 a través de OCN.

## Sinopsis
La serie sigue a Kang Ha-ri (un estafador inteligente), Lim Byung-min (un hacker), Do Jin-woong (un luchador) y Cha Ah-ryung (una conductora), cuatro talentosos individuos en sus respectivos campos que deciden crear un equipo de élite para resolver crímenes junto al fiscal Jang In-gyu, un hombre justo.
Juntos confiscan dinero negro y se aseguran de que quienes ganan dinero a través de delitos sean arrestados.

## Reparto

### Personajes principales[3]
| Actor           | Personaje                  | N.º de episodios | Notas |
| --------------- | -------------------------- | ---------------- | --- |
| Song Seung-heon | Kang Ha-ri / Choi Soo-hyuk | 14               | Es un estafador veterano que proviene de una familia de investigadores. Es un hombre audaz y dotado de palabras. |
| Lee Si-eon      | Lim Byung-min              | 14               | Es un talentoso hacker informático que se une al equipo de élite para resolver crímenes. Puede entrar en cualquier tipo de organización a través de su computadora, legal o ilegalmente y establecer dónde se encuentra el dinero de cada organización criminal del país. |
| Tae Won-seok    | Do Jin-woong               | 14               | Es un luchador poderoso y la fuerza del equipo. Es un experto en luchas y artes marciales, por lo que una vez que entra en una pelea y se enoja, es muy difícil que se detenga. Tiene una personalidad encantadora.                                                       |
| Krystal Jung    | Cha Ah-ryung               | 14               | Es una conductora experta que creció en un orfanato después de ser abandonada por sus padres. Luego de unirse al equipo, se convierte en la encargada del traslado. También es experta en robar carteras y abrir puertas.                                                 |

### Personajes recurrentes
| Actor                | Personaje         | N.º de episodios | Notas |
| -------------------- | ----------------- | ---------------- | --- |
| Kim Won-hae          | Jang In-gyu       | 14               | Es el fiscal general de la ofician de la fiscalía pública, que se asocia con Kang Ha-ri y su equipo.                     |
| Ahn Se-ho            | Maeng Ji-hoon     | -                | Es un investigador de la ofician de la fiscalía pública.                                                                 |
| Lee Hwang-ui         | Yoo Ki-hoon       | -                | Es un miembro de la ofician de la fiscalía pública.                                                                      |
| Kim Jong-tae         | Yeon Je-suk       | -                | Es un consultor y corredor de poder y transacciones para los políticos. Es conocido como "esa persona" (hangul= 그 사람) |
| Heo Joon-ho          | Choi Hyun-gi      | -                | Es el padre de Kang Ha-ri, fiscal y exlíder del equipo de la división especial de corrupción.                            |
| Yoo Ye-bin           | Dra. Cho Yeon-hee | -                | Es una doctora y la única persona que conoce el pasado de Kang Ha-ri.                                                    |
| Lee Hwa-ryong        | Kang Sung-woo     | -                | Es el vicefiscal de la ofician de la fiscalía pública.                                                                   |
| Kim Kwi-sun (김궈선) | Hwang Min-soo     | -                | Es un miembro de la ofician de la fiscalía pública.                                                                      |

### Otros personajes
| Actor                    | Personaje      | Episodio donde apareció | Notas                                    |
| ------------------------ | -------------- | ----------------------- | ---------------------------------------- |
| Min Joon-hyun            | Shim Dal-soo   | -                       | Es el líder del equipo.                  |
| Lee Hwa-ryong            | -              | -                       |                                          |
| Jin Mo (진모)            | Wang-seob      | -                       | Es un jefe gánster.                      |
| Park Jin-woo (박진우)    | Presidente Nam | -                       |                                          |
| Yun Je-wook (연제욱)     | Yang-tae       | -                       |                                          |
| Geum Kwang-san (금광산)  | -              | -                       | Es el hermano de Do Jin-woong.           |
| Kwak Ja-hyung (곽자형)   | Chun Dong-seob | 1                       |                                          |
| Im Ki-hong (임기홍)      | -              | -                       | Es uno de los hombres de Chun Dong-seob. |
| Kim Hyung-mook (김형묵)  | Na Won-hak     | 3-4                     | Es un presidente.                        |
| Han Chul-woo (한철우)    | Lee Hyun       | 3-4                     | Es el secretario de Na Won-hak.          |
| Kim Sun-ah (김선아)      | -              | 4                       | Es la secretaria de Na Won-hak.          |
| Lee Jae-goo (이재구)     | Choo Won-ki    | 5                       |                                          |
| Park Eun-woo (박은우)    | Byun Young-ji  | 5-6                     |                                          |
| Kang Shin-koo (강신구)   | Park Hyun-jong | 5-6                     |                                          |
| Bae Min-jung (배민정)    | Soo Han-na     | 7                       | Es la conductora de Yoo Yeon-ja.         |
| Ok Joo-ri                | -              | 7                       | Es una testigo de un asalto.             |
| Seo Hye-jin (서혜진)     | -              | 7                       | Es una interna.                          |
| Han Ki-joong (한기중)    | Kim Sung-jin   | 7-8                     | Es un asambleísta.                       |
| Lee Chung-mi (이청미)    | Yang Hye-joo   | 7-8                     |                                          |
| Kang Min-tae (강민태)    | -              | 8                       | Es un gánster y vendedor de drogas.      |
| Jung Myung-joon (정명준) | -              | -                       | Es un hombre apostando en la pelea.      |
| Seol Woo-hyung (설우형)  | Hyun Woo       | -                       |                                          |
| Han Da-mi (한다미)       | -              | -                       |                                          |

### Apariciones especiales
| Actor                   | Personaje      | Episodio donde apareció | Notas                                         |
| ----------------------- | -------------- | ----------------------- | --------------------------------------------- |
| Yoo Seung-ho            | -              | 1                       | Es el guardia de seguridad torpe de un hotel. |
| Hong Seok-cheon         | -              | 1                       | Es un instructor de construcción.             |
| Kim Seo-kyung (김서경)  | "Michael"      | 1-2                     |                                               |
| Kim Sung-cheol          | Ji Sung-goo    | 1-2                     |                                               |
| Lee Seung-chul (이승철) | Ji Mok-hyun    | 1-2                     | Es un presidente y el padre de Ji Sung-goo.   |
| Lee Do-yeon             | -              | 4                       | Es la esposa de Na Won-hak.                   |
| Heo Jae-ho (허재호)     | -              | 4-5                     | Es un vendedor ilegal de teléfonos celulares. |
| Park Sun-woo (박선우)   | -              | 5-6                     | Es el director del orfanato.                  |
| Kim Ik-tae (김익태)     | Kim            | 6                       | Es un juez.                                   |
| Wang Ji-hye             | Yoo Yeon-ja    | 7-8                     |                                               |
| Jung Eun-pyo            | Jin Yong-joon  | 7-?                     |                                               |
| Jo Jae-yoon             | Shin Yong-gyum | 8                       | Es un reportero.                              |
| Ha Soo-ho (하수호)      | -              | 9                       | Es el conductor de Yeon Je-suk.               |
| Lee Chang-hoon (이창훈) | -              | -                       |                                               |
| Kim Ki-doo              | -              | -                       | Es un matón.                                  |
| Kim Soo-in (김수인)     | -              | -                       | Es una niña del orfanato.                     |

## Episodios
La serie está conformada por 14 episodios, los cuales fueron emitidos todos los sábados y domingos a las 22:20 (KST).

### Raitings
Los números en color rojo indican las calificaciones más bajas, mientras que los números en azul indican las calificaciones más altas.
| Episodio | Fecha de emisión         | Participación promedio de audiencia | Participación promedio de audiencia | Participación promedio de audiencia |
| Episodio | Fecha de emisión         | AGB Nielsen                         | AGB Nielsen                         | TNmS                                |
| Episodio | Fecha de emisión         | Nacional                            | Seúl                                | Nacional                            |
| -------- | ------------------------ | ----------------------------------- | ----------------------------------- | ----------------------------------- |
| 1        | 29 de septiembre de 2018 | 4.474%                              | 5.226%                              | 4.3%                                |
| 2        | 30 de septiembre de 2018 | 4.876%                              | 5.638%                              | 4.9%                                |
| 3        | 6 de octubre de 2018     | 4.092%                              | 4.433%                              | 4.8%                                |
| 4        | 7 de octubre de 2018     | 4.186%                              | 4.180%                              | 5.5%                                |
| 5        | 13 de octubre de 2018    | 3.720%                              | 4.196%                              | N/A                                 |
| 6        | 14 de octubre de 2018    | 4.573%                              | 5.097%                              | N/A                                 |
| 7        | 20 de octubre de 2018    | 4.415%                              | 5.393%                              | N/A                                 |
| 8        | 21 de octubre de 2018    | 4.904%                              | 5.302%                              | N/A                                 |
| 9        | 27 de octubre de 2018    | 4.723%                              | 5.531%                              | N/A                                 |
| 10       | 28 de octubre de 2018    | 4.640%                              | 4.928%                              | N/A                                 |
| 11       | 3 de noviembre de 2018   | 3.993%                              | 4.425%                              | N/A                                 |
| 12       | 4 de noviembre de 2018   | 3.879%                              | 4.116%                              | N/A                                 |
| 13       | 10 de noviembre de 2018  | 4.553%                              | 4.780%                              | N/A                                 |
| 14       | 11 de noviembre de 2018  | 5.803%                              | 6.249%                              | N/A                                 |
| Promedio | Promedio                 | 4.488%                              | 4.964%                              | —                                   |

## Música
El OST de la serie estuvo conformado por seis partes:

#### Parte 1
| No. | Intérpretes                         | Título              | Letra                      | Música                       | Duración |
| --- | ----------------------------------- | ------------------- | -------------------------- | ---------------------------- | -------- |
| 1   | Dok2 ft. Jinsil (de Mad Soul Child) | "Player" (플레이어) | Dok2, Jinsil y Lee Jung-ha | Lee Jong-soo y Yang Sung-woo | 3:05     |
| 2   | -                                   | "Player" (Inst.)    | -                          | -                            | 3:05     |

#### Parte 2
| No. | Intérpretes | Título            | Letra        | Música | Duración |
| --- | ----------- | ----------------- | ------------ | ------ | -------- |
| 1   | The Vane    | "CHANGER"         | Kim Ho-kyung | 1601   | 3:15     |
| 2   | -           | "CHANGER" (Inst.) | -            | -      | 3:15     |

#### Parte 3
| No. | Intérprete       | Título              | Letra        | Música | Duración |
| --- | ---------------- | ------------------- | ------------ | ------ | -------- |
| 1   | JK Kim Dong-wook | "Yesterday"         | Min Yeon-jae | 1601   | 4:00     |
| 2   | -                | "Yesterday" (Inst.) | -            | -      | 4:00     |

#### Parte 4
| No. | Intérprete | Título             | Letra        | Música | Duración |
| --- | ---------- | ------------------ | ------------ | ------ | -------- |
| 1   | Luna       | "Bluffing"         | Min Yeon-jae | 1601   | 3:07     |
| 2   | -          | "Bluffing" (Inst.) | -            | -      | 3:07     |

#### Parte 5
| No. | Intérpretes | Título                        | Letra         | Música                       | Duración |
| --- | ----------- | ----------------------------- | ------------- | ---------------------------- | -------- |
| 1   | Hey Men     | "Born to Be a Player"         | Jung Min-wook | Lee Jong-soo y Yang Sung-woo | 3:01     |
| 2   | -           | "Born to Be a Player" (Inst.) | -             | -                            | 3:01     |

#### Parte 6
| No. | Intérprete   | Título           | Letra               | Música                       | Duración |
| --- | ------------ | ---------------- | ------------------- | ---------------------------- | -------- |
| 1   | Nam Tae-hyun | "Anyone"         | Lee Jong-soo y Arie | Lee Jong-soo y Yang Sung-woo | 3:57     |
| 2   | -            | "Anyone" (Inst.) | -                   | -                            | 3:57     |

## Premios y nominaciones
| Año  | Categoría        | Premio                      | Nominado        | Resultado |
| ---- | ---------------- | --------------------------- | --------------- | --------- |
| 2018 | Best Drama Actor | 23rd KCA Consumer Day Award | Song Seung-heon | Ganó      |

## Producción
La serie fue desarrollada por Studio Dragon. La serie también es conocida como "The Player", "Round" (hangul:판; RR: Pan) y/o "Hustle" (hangul: 허슬; RR: Heoseul).
Fue dirigida por Go Jae-hyun, quien contó con el apoyo del guionista Shin Jae-hyung.
Las filmaciones comenzaron en mayo del 2018.
La serie contó con el apoyo de la compañía de producción "iWill Media".